# Architektura 12-bitowa
Architektura 12-bitowa – architektura komputera, w której słowa, adresy i inne dane mieszczą się w najwyżej 12 bitach pamięci.
Prawdopodobnie najbardziej znanymi komputerami 12-bitowymi były PDP-8 i LINC oraz ich kuzyni. Komputery te były dostępne na rynku od roku 1963 aż do połowy lat 90.
Wiele spośród przetworników analogowo-cyfrowych ma dokładność 12-bitów.
12 cyfr binarnych daje 4096 różnych kombinacji (10000 ósemkowo, 1000 szesnastkowo).